# Coelocrania depressa
Coelocrania depressa là một loài bọ cánh cứng trong họ Chrysomelidae. Loài này được Mohamedsaid miêu tả khoa học năm 1993.